# Campeonato del País Vasco de Traineras
El Campeonato del País Vasco de Traineras es una competición que se celebra todos los años entre las traineras de los clubes de remo federados del País Vasco, España. Organizada por la Federación Vasca de Remo.

## Historia
Hubo un campeonato oficioso, desde los primeros años de la década de 1970, organizada por SUSTRAIAK. El campeonato oficial se formalizó en 1985, año de la creación de la Federación Vasca de Remo.

## Historial
| Año  |                |              |                |
| ---- | -------------- | ------------ | -------------- |
| 1979 | Kaiku          | Santurce     | Orio           |
| 1980 | Kaiku          | Fuenterrabía | Santurce       |
| 1981 | Kaiku          | Santurce     | Algorta        |
| 1984 | Zumaya         | Orio         | San Juan       |
| 1985 | San Juan       | Kaiku        | Santurce       |
| 1986 | [ 1 ]          |              |                |
| 1987 | San Pedro      | San Juan     | Zumaya         |
| 1988 | San Pedro      | San Juan     | Ciérvana       |
| 1989 | San Pedro      | San Juan     | Santurce       |
| 1990 | San Juan       | San Pedro    | Arraun Lagunak |
| 1991 | San Pedro      | Orio         | PD Koxtape     |
| 1992 | Arraun Lagunak | Donibaneko   | --             |
| 1993 | San Pedro      | Orio         | Santurce       |
| 1994 | San Pedro      | Donibaneko   | Fuenterrabía   |
| 1995 | Orio           | Fuenterrabía | Donibaneko     |
| 1996 | San Pedro      | Orio         | PD Koxtape     |
| 1997 | Orio           | PD Koxtape   | Donibaneko     |
| 1998 | Orio           | San Pedro    | Trintxerpe     |
| 1999 | Orio           | PD Koxtape   | Isunza         |
| 2000 | PD Koxtape     | Orio         | Fuenterrabía   |
| 2001 | Orio           | Urdaibai     | Fuenterrabía   |
| 2002 | Orio           | Urdaibai     | PD Koxtape     |
| 2003 | Trintxerpe     | Ur-Kirolak   | Bateratze      |
| 2004 | Fuenterrabía   | Urdaibai     | Orio           |
| 2005 | Fuenterrabía   | Orio         | Arcote         |
| 2006 | Fuenterrabía   | Orio         | Urdaibai       |
| 2007 | Urdaibai       | Orio         | Fuenterrabía   |
| 2007 | Urdaibai       | San Pedro    | Fuenterrabía   |
| 2009 | Kaiku          | Fuenterrabía | Urdaibai       |
| 2010 | Kaiku          | Orio         | Fuenterrabía   |
| 2011 | Urdaibai       | Kaiku        | Fuenterrabía   |
| 2012 | Kaiku          | Urdaibai     | Fuenterrabía   |
| 2013 | Kaiku          | Urdaibai     | Portugalete    |
| 2014 | Urdaibai       | Fuenterrabía | Orio           |
| 2015 | Urdaibai       | Fuenterrabía | Orio           |
| 2016 | Fuenterrabía   | Urdaibai     | Kaiku          |
| 2017 | Urdaibai       | Fuenterrabía | Orio           |
| 2018 | Fuenterrabía   | Urdaibai     | Ondarroa       |
| 2019 | Fuenterrabía   | Zierbena     | Santurtzi      |
| 2020 | Zierbena       | Fuenterrabía | Donostiarra    |
| 2021 | Fuenterrabía   | Donostiarra  | Orio           |
| 2022 | Urdaibai       | Orio         | Donostiarra    |
| 2023 | Urdaibai       | Orio         | Zierbena       |
| 2024 | Urdaibai       | Zierbena     | Fuenterrabía   |

## Palmarés
- Urdaibai: 9 títulos
- San Pedro: 7 títulos
- Kaiku: 7 títulos
- Fuenterrabía: 7 títulos
- Orio: 6 títulos
- San Juan: 3 títulos
- Zumaya: 1 título
- Trintxerpe: 1 título
- Arraun Lagunak: 1 título
- Zierbena: 1 título